# Mauro Bolognini
Mauro Bolognini (28 de junho de 1922, Pistoia, Toscana, Itália — 14 de maio de 2001, Roma, Itália) foi um cineasta e roteirista italiano.

## Filmografia
- Ci troviamo in galleria (1953)
- I cavalieri della regina (1954)
- La vena d'oro (1955)
- Gli innamorati (1955)
- Guardia, guardia scelta, brigadiere e maresciallo (1956)
- Marisa la civetta (1957)
- Giovani mariti (1958)
- Arrangiatevi! (1959)
- La notte brava (1959)
- Il bell'Antonio (1960)
- La giornata balorda (1961)
- La viaccia (1961)
- Agostino (1962)
- Senilità (1962)
- La corruzione (1963)
- La mia signora (1964) - episódio "I miei cari" e "Luciana"
- La donna è una cosa meravigliosa (1964) - episódios "Una donna dolce, dolce" e "La balena bianca"
- Le bambole (1965) - episódio "Monsignor Cupido"
- I tre volti (1965) - episódio "Gli amanti celebri"
- Le fate (1966) - episódio "Fata Elena"
- Madamigella di Maupin (1966)
- Le streghe (1967) - episódio "Senso civico"
- Le plus vieux métier du monde (1967) - episódio "Notti romane"
- Arabella) (1967)
- Capriccio all'italiana (1968) - episódios "Perché?" e "La gelosa"
- L'assoluto naturale (1969)
- Un bellissimo novembre (1969)
- Metello (1970)
- Bubù (1971)
- Imputazione di omicidio per uno studente (1972)
- Libera, amore mio... (1973)
- Fatti di gente perbene (1974)
- Per le antiche scale (1975)
- L'eredità Ferramonti (1976)
- Gran bollito (1977)
- Dove vai in vacanza? (1978) - episódio "Sarò tutta per te"
- La storia vera della signora delle camelie (1981)
- La venexiana (1986)
- Imago urbis (1987) - documentário colectivo
- Mosca addio (1987)
- Gli indifferenti (1988, mini-série TV
- 12 registi per 12 città (1989) - episódio "Palermo"
- La villa del venerdì (1991)